# Limoux
Limoux là một xã trong vùng Occitanie, thuộc tỉnh Aude, quận Limoux, tổng Limoux. Tọa độ địa lý của xã là 43° 03' vĩ độ bắc, 02° 13' kinh độ đông. Limoux nằm trên độ cao trung bình là 172 mét trên mực nước biển, có điểm thấp nhất là 156 mét và điểm cao nhất là 740 mét. Xã có diện tích 32,41 km², dân số vào thời điểm 1999 là 9411 người; mật độ dân số là 290 người/km².

## Thông tin nhân khẩu
| 1962  | 1968   | 1975   | 1982   | 1990  | 1999  | 2007   |
| ----- | ------ | ------ | ------ | ----- | ----- | ------ |
| 9.646 | 10 824 | 11 101 | 10 206 | 9.665 | 9.411 | 10.169 |

## Địa điểm tham quan
- Hôtel de Brasse
- Tòa thị chính
- Quảng trường Cộng hòa (Place de la République)
- Nhà thờ Saint-Martin (thế kỉ thứ 12)
- Nhà thờ Notre-Dame de Marceille (thế kỉ thứ 14).